# Perigi (Pulau Pinang)
Perigi is een bestuurslaag in het regentschap Lahat van de provincie Zuid-Sumatra, Indonesië. Perigi telt 267 inwoners (volkstelling 2010).